# Expiação (visão ilimitada)
Expiação ilimitada (também chamada expiação geral ou expiação universal) é a doutrina majoritária no Cristianismo Protestante que é normalmente associado com cristãos não calvinistas. A doutrina declara que Jesus morreu como uma propiciação para o benefício da humanidade sem exceção. 
A doutrina da expiação ilimitada aparece em Lutero, mas não em Calvino e nem no sínodo de Dort e é contrária a doutrina Calvinista da expiação limitada.

### Pró
- Unlimited Atonement Historically & Biblically Supported
- The Death Christ Died: A Case for Unlimited Atonement by Robert Lightner
- The Case for Unlimited Atonement by Ron Rhodes
- Calvin's Error of Limited Atonement by D.A. Waite
- "Father, Whose Everlasting Love" by Charles Wesley
- Sermon #128: "Free Grace" by John Wesley

### Contra
- The Death of Death in the Death of Christ by John Owen (ISBN 0-85151-382-4)
- "For Whom Did Christ Die?", part 3, chapter 8 of Charles Hodge's Systematic Theology.
- "Limited Atonement", chapter 12 from The Reformed Doctrine of Predestination by Loraine Boettner
- Articles on Definite Atonement at Monergism.com
- "Limited Atonement", a series of articles by Ra McLaughlin